# 우리 집에 놀러 오세요
《우리 집에 놀러 오세요》(일본어: 家守)는 우타노 쇼고가 2003년 펴낸 소설집이다. '집'을 주요 제재로 삼은 미스터리 단편소설 다섯 편이 수록되어 있다. 대한민국에는 블루엘리펀트 출판사에서 한희선의 번역으로 출간되었다가, 현재는 절판되었다.

## 수록 작품

### 인형사의 집
원제: 人形師の家で
시놉시스: 피그말리온처럼 석고상을 사랑한 남자가 있었다. 그는 대저택의 지하실에서 매일 석고상을 만들었다. 마을에 살던 꼬마 삼인조 닷키, 곳짱, 사토루는 그 남자의 대저택에서 매일 같이 놀곤 했는데, 어느 날 사토루가 저택에서 행방불명되고, 닷키는 부모님의 이혼으로 마을을 떠난다. 20년 뒤 닷키가 사토루를 찾았다는 곳짱의 연락을 받고 마을에 돌아온다.

### 집 지키는 사람
원제: 家守
시놉시스: 한 마을에서 소노다 부인이 자택에서 수면 중 사망하는 사건이 일어난다. 자택은 완벽한 밀실이었고, 가스 유출로 인한 사고사로 보였지만 기쿠이케 형사는 알리바이가 있는 남편의 살해 가능성을 의심한다.

### 즐거운 나의 집
원제: 埴生の宿
시놉시스: 돈이 궁한 무직자 혼마 가즈키는 공원 벤치에 앉아 있다가 어떤 남성의 기묘한 아르바이트 의뢰를 받는다. 치매에 걸려 자기 가족을 알아보지 못하는 아버지를 위해 죽은 남동생을 연기해달라는 것이었다. 가즈키는 높은 보수에 혹해서 일을 받아들였고, 4일 동안 고마쓰 모이치 노인의 아들을 연기산다. 가즈키는 노인과 지내면서 노인에게 조금씩 정이 들게 되는데, 아르바이트 마지막 날 노인은 그에게 살해당할 것이니 도망치라고 경고한다.

### 산골 마을
원제: 鄙
시놉시스: 교이치와 준이치 형제가 '히라다니'라는 외딴 마을에 관광 온다. 히라다니 마을은 두 가문만 살고 있는 아주 작은 촌락이다. 형제는 마을 유일한 의사인 세토야마와 친해지는데, 곧 마을 주민 중 한 명이 밀실에서 살해당하는 사건이 일어난다.

### 거주지 불명
원제: 転居先不明
시놉시스: 사업에 대성한 남편 도시미쓰를 따라 일면식도 없는 도쿄에 상경한 다노우에 가요. 어느 날부턴가 자신을 향하는 알 수 없는 시선들을 느끼고, 남편에게 스토커가 아닌가 상담해 보지만 남편은 단칼에 무시한다. 그러다가 남편은 가요의 시선의 정체를 알았다면서 어떤 기사를 내민다. 바로 이 집 안에서 5년 전 일어났다고 하는 참혹한 일가족 살인사건 기사였다.